# Кампос лос Седрос (Атизапан де Зарагоза)
Кампос лос Седрос (шп. Campos los Cedros) насеље је у Мексику у савезној држави Мексико у општини Атизапан де Зарагоза. Насеље се налази на надморској висини од 2450 м.

## Становништво
Према подацима из 2005. године у насељу је живело 9 становника.

### Хронологија
| Година       | 2000          | 2005 |
| ------------ | ------------- | ---- |
| Становништво | 111 (58 / 53) | 9    |

### Попис
| # | Индикатор                        | Вредност |
| - | -------------------------------- | -------- |
| 1 | Укупно појединачних домаћинстава | 1        |